# Ewout Eggink
Ewout Eggink (Doorn, 1961) is een Nederlands auteur, regisseur en (stem)acteur.

## Levensloop
Eggink was in het begin van de jaren tachtig medeoprichter van het muziektheatergezelschap Dynastie van Oer. Hij schreef, componeerde en speelde in alle voorstellingen van dit gezelschap. Daarna schreef en regisseerde hij de voorstellingen RAM en The Showdown. Sinds 2003 toert hij langs de Nederlandse theaters samen met collega David Rous als De Dansende Dichters met de voorstelling Anatomische Liedjes. In 2004 regisseerde hij MAC, een bewerking van Macbeth van William Shakespeare bij Theatergroep Troost in Amsterdam. In 2007 produceerde en regisseerde hij de korte film The Village Remix. Met Eveline Hesp richtte hij in 2006 "La Pralinette de Papa Nugue, tjettergruppe" op. Als regisseur en dramaturg was hij betrokken bij Over zolen die maar niet slijten willen in 2006, Princess Salome in 2008, Met de helm op in 2005 en Lobby in 2008. Eggink regisseert daarnaast ook freelance, onder andere de Geeraerdt van Velsen van P.C. Hooft bij Stichting Kwast en Rauwe sprookjes bij Vilt. Als acteur was hij in 2011 te zien in de hoofdrol van de bedrijfsfilm Reclassering Nederland werkt! onder regie van Nick Jongerius. Hij speelde in 2015 in Jeroen Houbens NTR-kortfilm GIPS. 
Voor theatergroep Troost bewerkte en regisseerde hij in 2015 Leer (naar King Lear) en  Angels in America, dat als titel kreeg: "Engelen in Amsterdam". Voor toneelgroep Venster bewerkte en regisseerde hij achtereenvolgens KERS (naar De kersentuin van Anton Tsjechov) in 2016, Valerius (naar Een soort Hades van Lars Norén en One Flew Over the Cuckoo's Nest van Ken Kesey) in 2017 en Romeo & Julia (naar Romeo en Julia van William Shakespeare).
In 1997 debuteerde hij als dichter met de bundel Uitgehongerd Document, die uitgegeven werd bij uitgeverij De Opwenteling. Het gedicht Victorie, Victorie hieruit werd opgenomen in de bloemlezing van Gerrit Komrij van poëzie uit de 19e en 20e eeuw uit 2004. In 2017 verscheen zijn tweede bundel Kneed schoorvoetend weer een ziel.
In 2017 verscheen het kinderboek De Avonturen van Knetter en Spetter, dat hij samen met Thijs van Aken schreef. Erik Butter maakte de illustraties. In 2019 verscheen het tweede deel.
In 2022 heeft Ewout in samenwerking met Studenten Toneelvereniging Amsterdam (STA!) zijn zelfgeschreven toneelstuk ‘Kaleidoscalp’ geproduceerd. Deze voorstelling ging in première op 18 mei 2022 in het theater van CREA. 

## Televisie
- Goede tijden, slechte tijden – Gastrol – Duivenhouder Klaas Bootsma in aflevering 6602 en 6603 (2022)

## Werk als stemacteur
- Batman: Mask of the Phantasm – Joker
- Cars 2 – Francesco Bernouli
- Cars 3 – Bob Cutlass
- Monsters University – Overige stemmen
- Kerst met Linus – Marvin
- Flushed Away – Spike
- Bruine Beer in het Blauwe Huis – Tetter
- Ratatouille – François
- Robots – diverse rollen
- The Simpsons – diverse rollen
- The Chronicles of Narnia – diverse rollen
- KaBlam! – Fondue
- Kung Fu Panda – diverse rollen
- De Gelaarsde Kat – Andy Beanstalk & Ohhh Cat
- Megamind – diverse rollen
- Dumbo – diverse rollen
- My Little Pony: Vriendschap is betoverend – Big Macintosh (tot seizoen 3), Snails
- Disney Infinity-spellen – Peter Quill / Star-Lord, Scott Lang / Ant-Man, Francesco Bernoulli en Art
- Ultimate Spider-Man – Curt Conners/Lizard
- Guardians of the Galaxy – Star-Lord
- Hulk and the Agents of S.M.A.S.H. – Star-Lord
- Avengers Assemble – Star-Lord, Baron Strucker (Baron Wolfgang von Strucker)
- Lego Marvel Super Heroes: Avengers Reassembled – Baron Strucker (Baron Wolfgang von Strucker)
- The Lego Movie – Han Solo
- Teenage Mutant Ninja Turtles – Pigeon Pete
- Pokémon: Advanced – Professor Birch
- Hotel Transylvania – Zombies
- Toy Story 3 – overige stemmen, waaronder Sid
- Je vriend de rat – overige stemmen waaronder de Disclaimer Guy, de Bruine Rat, de regisseur en de Chinees
- Small Fry – Lizard Wizard en Franklin
- Day & Night – alle stemmen
- Klara's Gekke Kerstfeest
- Monster High: 13 Wishes
- Gordon & Paddy en de Zaak van de Gestolen Nootjes
- Barbie in een Zeemeermin Avontuur
- Barbie en Haar Zusjes in een Pony Avontuur
- Show Dogs
- Robotboy – Dr. Kamikazi
- Gravity Falls – Multi bear
- De Smurfen – Azraël
- De Smurfen 2 – Azraël
- The Smurfs: The Legend of Smurfy Hollow – Azraël
- Mr. Peabody & Sherman – Robespierre
- The Muppets – Marvin Suggs, Wayne, Rowlf Moopet
- Shrek Forever After – Mabel, Priester
- Crayon Shin-chan – Gemaskerde Muchacho, overige stemmen
- Penn Zero: Part-Time Hero – Larry
- HERO: 108 – ApeTrully
- Gilbert (Noorse film uit 2016) – Björn
- Ducktales – Darkwing Duck/Willem Woerd
- De Smurfen en het Verloren Dorp – Azraël
- Amphibia – Monroe
- Alpha and Omega – Shakey
- What If...? – Peter Quill, Jack Rollins, Korg en overige stemmen
- Encanto – Bruno Madrigal
- Spirited Away – Aogaeru, Bandaigaeru (Netflix release)
- Pieter Post – Pieter Post (2022-)
- Invincible – Cecil Steadman, Dr. Elias Brandyworth
- Super Mario Bros. Wonder – Babbelbloemen
- Klimaat redden voor beginners - Martin
- IF - Overige stemmen
- The Amazing Digital Circus – Kinger

- International Standard Name Identifier: 0000 0003 9330 4590
- MusicBrainz: 5a76531b-97ca-4bfd-8e8d-9beee5b883ae
- Nederlandse Thesaurus van Auteursnamen: 158244451
- Virtual International Authority File: 201537021
- WorldCat: E39PBJrrqMJHFWpBWxQxj8Jbh3